# Gunter Verjans
Gunter Verjans, est un footballeur belge né le 6 octobre 1973 à Tongres (Belgique). 
Il a évolué comme milieu de terrain à Saint-Trond VV, FC Bruges et Royal Antwerp FC.
Il est international à 4 reprises en 1995-1996. 
Il réalise le doublé Coupe-Championnat en 1996 avec le FC Bruges.